# Aurice
Aurice ist eine französische Gemeinde mit 629 Einwohnern (Stand 1. Januar 2022) im Département Landes in der Region Nouvelle-Aquitaine (vor 2016: Aquitanien). Sie gehört zum Arrondissement Mont-de-Marsan und zum Kanton Chalosse Tursan.
Der Name in der gascognischen Sprache lautet ebenfalls Aurice. Er leitet sich vermutlich vom lateinischen Vornamen Auricius ab.
Die Einwohner werden Auriçois und Auriçoises genannt.

## Geographie
Aurice liegt ca. 15 Kilometer südwestlich von Mont-de-Marsan in der Landschaft Chalosse der historischen Provinz Gascogne.
Umgeben wird Aurice von den Nachbargemeinden:
| Campagne      |                                             | Haut-Mauco |
| Le Leuy Cauna | Kompassrose, die auf Nachbargemeinden zeigt | Bas-Mauco  |
|               | Saint-Sever                                 |            |

Aurice liegt im Einzugsgebiet des Flusses Adour, der an der südlichen Grenze der Gemeinde entlang fließt. Der Ruisseau du Bos und sein Nebenfluss Ruisseau de Lacrauste durchqueren das Gebiet der Gemeinde und münden in den Adour.

## Geschichte
Ausgrabungen aus dem Jahre 1888 brachten Spuren eines römischen Lagers und einer Villa mit Mosaiken zutage, was darauf schließen lässt, dass sich in gallorömischer Zeit eine wichtige Siedlung an der Stelle befand. Die Forschungen sind allerdings abgebrochen worden, und es gibt keine Spuren mehr von diesen Entdeckungen. Im 13. Jahrhundert besaß das Dorf das Toponym Urisse. Aurice besaß den Status einer Vicomté, deren letzter Grundherr am Ende des 18. Jahrhunderts verschwand. Die Aufzeichnung eines Pfarrers der Gemeinde aus dieser Zeit besagt, dass alle Priester den Eid auf die Zivilverfassung des Klerus abgelegt hätten.

### Einwohnerentwicklung
Nach Höchstständen von rund 940 Einwohnern in der zweiten Hälfte des 19. Jahrhunderts schrumpfte die Bevölkerung bei mehreren kurzen Erholungsphasen bis zu den 1960er und 1970er Jahren auf rund 540 Einwohnern. Es folgte bis kurz nach der Jahrtausendwende ein Wachstum auf rund 660 Einwohner. In jüngster Zeit wurde die Zahl der Einwohner wieder rückläufig.
| Jahr      | 1962 | 1968 | 1975 | 1982 | 1990 | 1999 | 2006 | 2010 | 2022 |
| --------- | ---- | ---- | ---- | ---- | ---- | ---- | ---- | ---- | ---- |
| Einwohner | 573  | 541  | 543  | 549  | 610  | 627  | 658  | 645  | 629  |

## Kultur und Sehenswürdigkeiten
Die Folkloregruppe „les pastous et pastourettes“ wurde 1954 in Aurice gegründet. Das Ensemble besteht aus Stelzenläufern, Tänzern und Musikern, die in historischen Kostümen gekleidet sind und traditionelle Tänze der Landes in ganz Frankreich und im Ausland darbieten.

### Bauwerke

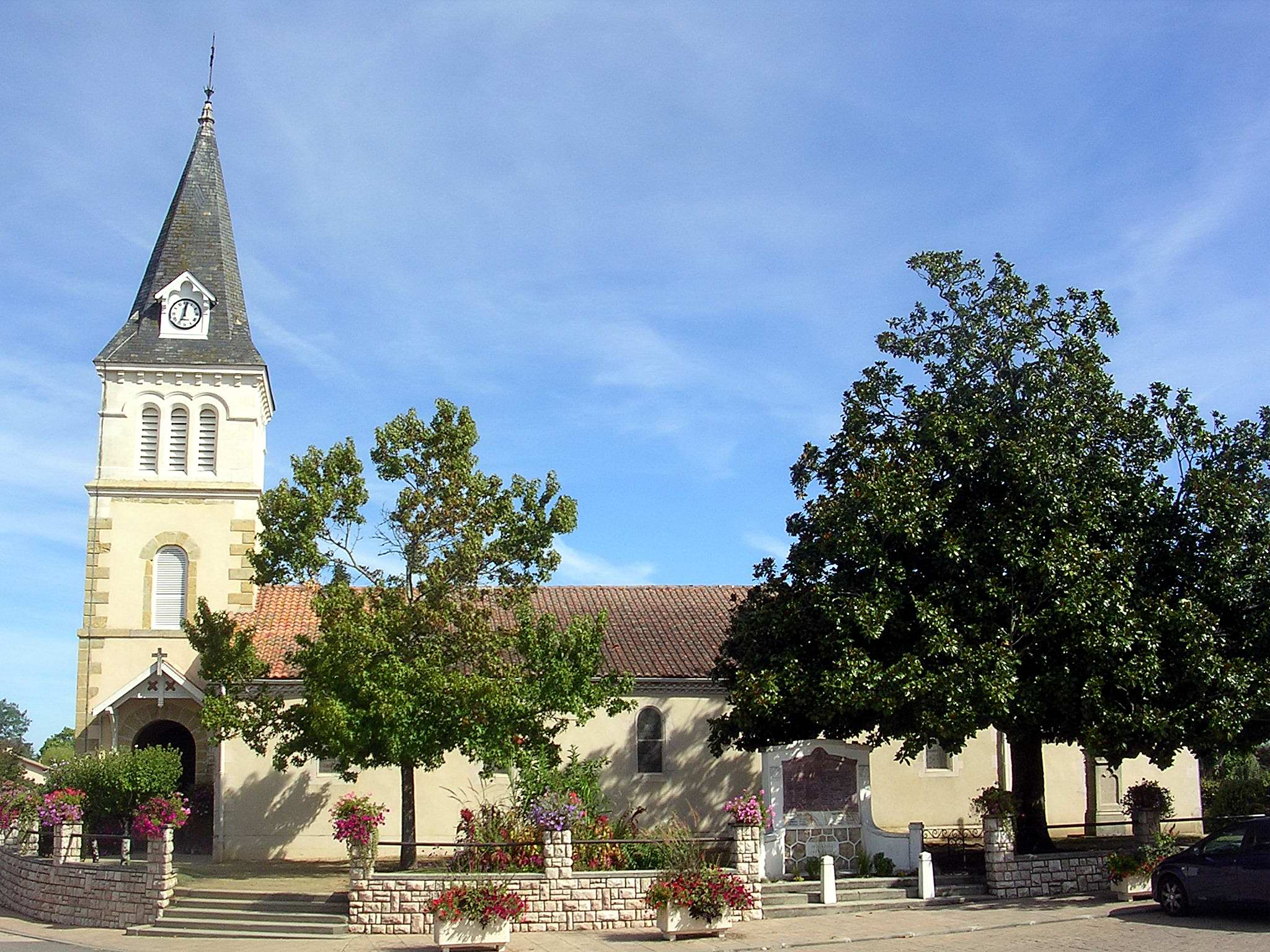
Pfarrkirche Notre-Dame

- Pfarrkirche Notre-Dame, Sie wurde im 16. Jahrhundert errichtet, aber von diesem einfachen Bauwerk ist heute wenig sichtbar, weil zahlreiche Ereignisse im Laufe der Jahrhunderte umfangreiche Renovierungen notwendig gemacht haben. 1699 wurde die Kirche um zwei Seitenkapellen vergrößert. In den Jahren 1735 bis 1774 wurde das Gebäude aufgestockt und mit einer Vorhalle verlängert, aus dem ein Glockengiebel emporragte. Am Ende der Arbeiten wurde die große Glocke eingeweiht mit dem Vicomte als Paten und der Nichte des Pfarrers Dubernet als Patin. Die Französische Revolution hatte ihre Auswirkungen auf die Pfarrgemeinde. Alle Wahlveranstaltungen fanden in der Vorhalle statt. Die religiösen Feiern waren zugunsten von Festen des Kults des höchsten Wesens unterbrochen, die von einem vereidigten Pfarrer geleitet wurden. Der frühere Pfarrer wurde in der gleichen Zeit bis zur Aufhebung des Kults in Mont-de-Marsan eingesperrt. Die Kirche bestand zu dieser Zeit aus drei Jochen, einem Altar aus vergoldetem Holz im Chor, einer Vorhalle aus Holz mit einem Glockengiebel und vermutlich einen Vorbau mit einer Sonnenuhr, der die südliche Wand verlängerte, 1839 wird der Glockengiebel restauriert, 1847 drohte er trotzdem einzustürzen. Ein Brand verschlimmerte die Situation im Jahre 1853, denn ein Brand zerstörte den Hauptaltar, der in der Folge durch einen Altar aus Marmor ersetzt wurde. 1864 begannen Arbeiten an der Vergrößerung der Kirche. Der Langbau wurde verlängert, die Vorhalle verbreitert, so dass ein Joch hinzugefügt wurde. Ein Glockenturm wurde zunächst zweigeschossig mit einem Helm aus Holz errichtet. Die Sakristei wurde angefügt und der Friedhof versetzt. 1878 wurden zwei kleine Altäre in den Seitenkapellen aufgestellt. 1906 erhielt die Kirche schließlich ihr heutiges Aussehen, in dem der Glockenturm um ein Geschoss aufgestockt wurde. Im Jahre 1954 zerstörte ein heftiges Unwetter den Chor, der aber rasch wieder aufgebaut wurde. 1992 fand eine erneute Restaurierung statt.[8][9] Im Chor befindet sich eine Marienstatue aus gewachstem Holz aus dem 14. Jahrhundert, die von Benediktinermönchen aus Saint-Sever gefertigt wurde. Sie ist mit einem Mantel bekleidet und trägt eine Krone mit Blumenverzierung. Maria trägt das Jesuskind in ihren Armen, der die Erdkugel hält. Die Statue ist in einem naiven Stil gearbeitet und erinnert an die Marienstatue in der Abteikirche in Maylis. Eine weitere Statue aus dem 14. Jahrhundert zeigt den gekreuzigten Christus. Beide Statuen sind seit dem 11. September 2002 als Monument historique klassifiziert.[10][11][12]

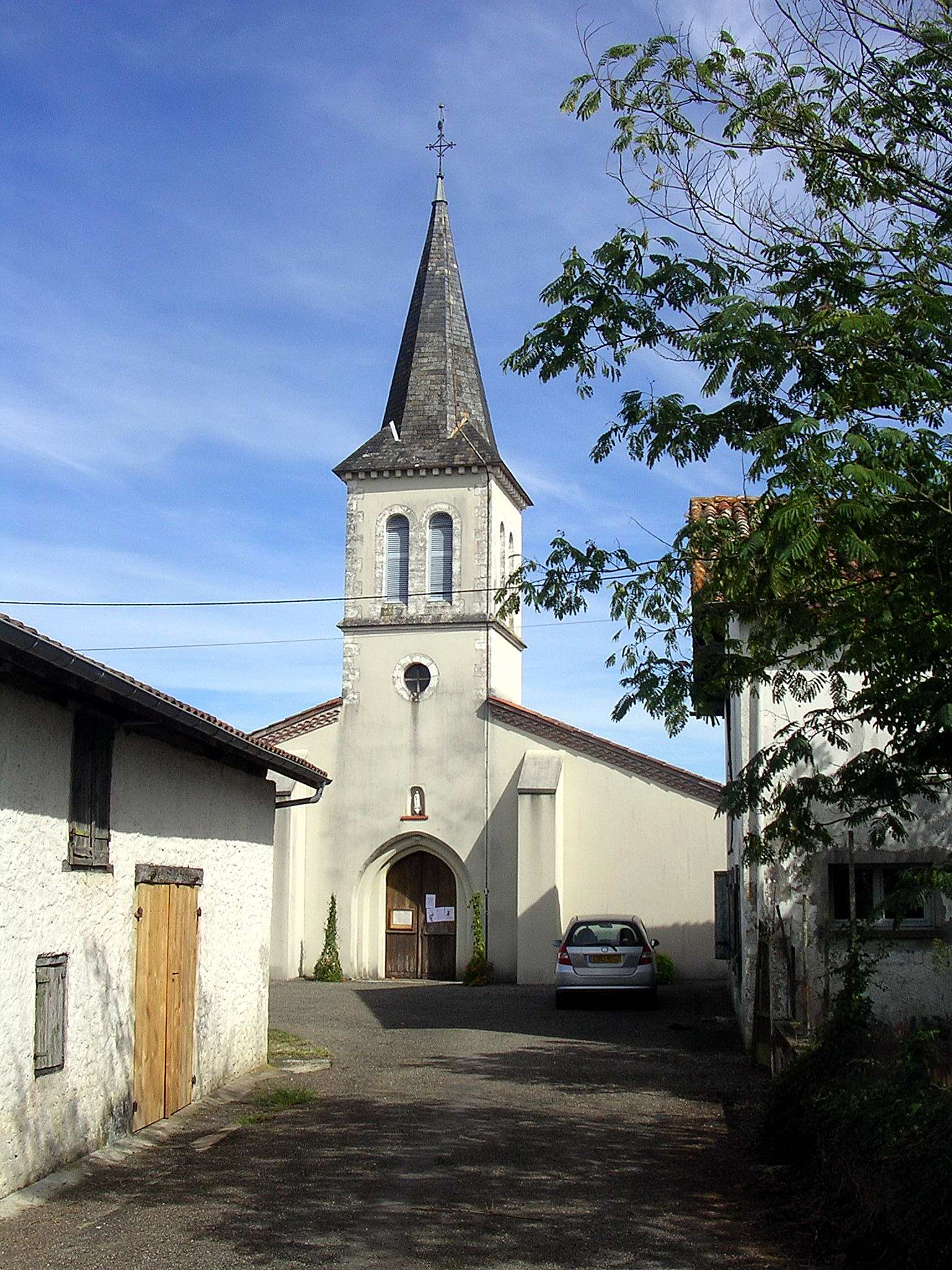
Kapelle Notre-Dame in Lagastet

- Kapelle Notre-Dame in Lagastet. Das im 13. Jahrhundert von den Baronen von Estignols errichtete Gotteshaus ist die frühere Pfarrkirche von Lagastet, einem Weiler der Gemeinde südlich des Zentrums, der früher eine Filialgemeinde von Cauna war. Im Laufe der Jahrhunderte wurde die Kapelle mehrfach umgestaltet. Die westliche Hauptfassade besitzt Blenden an beiden Seiten, die die Kapelle breiter erscheinen lassen. Der Glockenturm mit seinem mit Schiefer gedeckten Helm ist in die Fassade integriert. An seinem Fuß befindet sich das schlichte Eingangsportal in Spitzbogenform. Die drei Archivolten weisen keinerlei Stäbe oder sonstige Verzierungen auf. In einer Nische über dem Portal steht eine Marienstatue in einer Nische. Das Innere der Kirche birgt ein Kapitell einer Säule korinthischer Ordnung aus gallorömischer Zeit, das in ein Weihwasserbecken umgearbeitet wurde. Es ist ebenso wie eine Madonna mit Jesuskind aus dem 18. Jahrhundert, ein Seitenaltar aus dem 18. Jahrhundert und ein Taufbecken aus dem 15. oder 16. Jahrhundert als Monument historique klassifiziert. Am Ende der Allee, die zur Kapelle führt, steht eine Marienstatue. Lokale Erzählungen besagen, dass sie aufgestellt wurde, um ein Versiegen der Quellen und Brunnen der Gemeinde zu verhindern. Bis zum Beginn des 20. Jahrhunderts fanden entsprechende Prozessionen statt.[13][14][15][16][17]

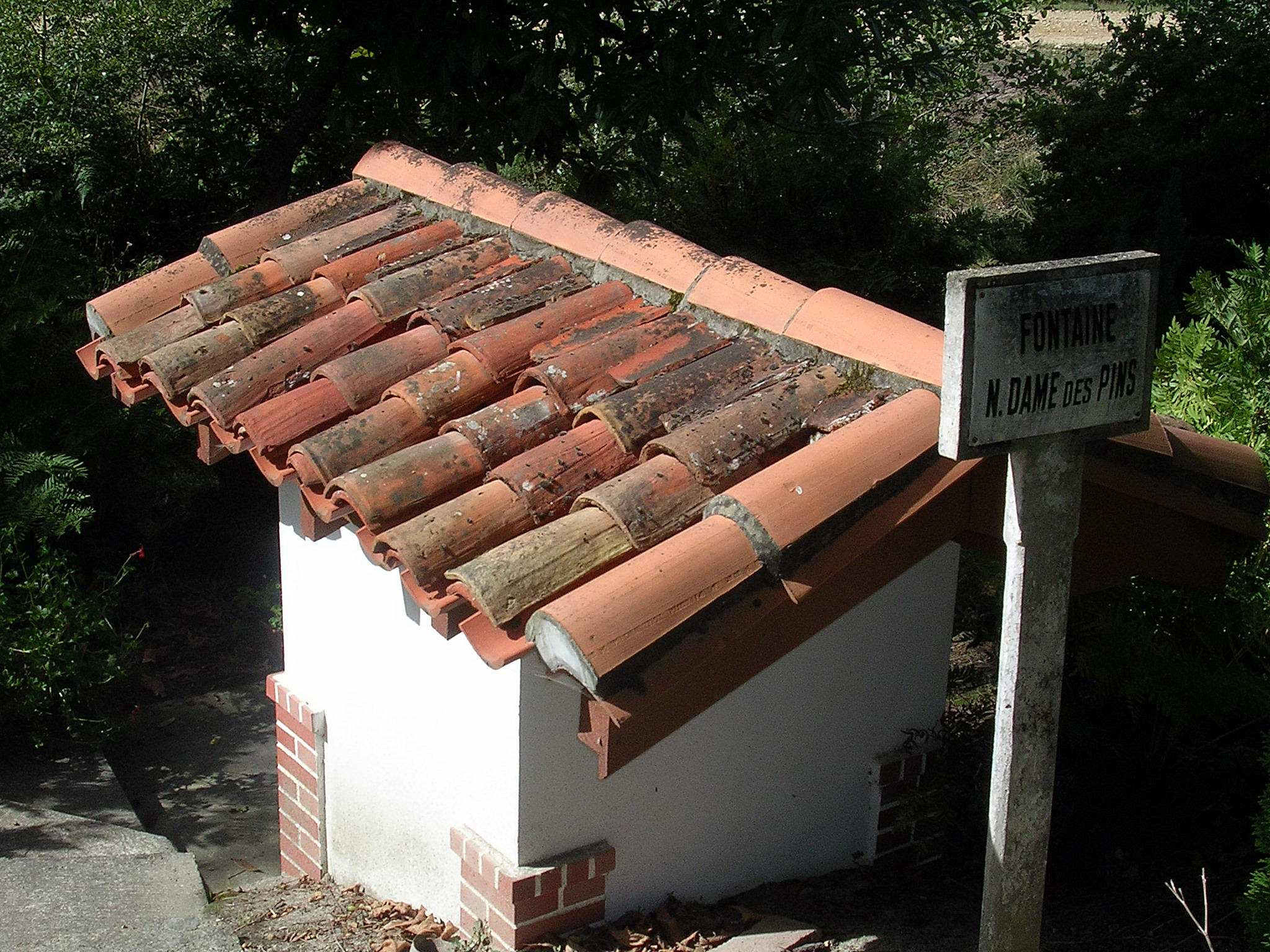
Quelle Notre-Dame-des-Pins

- Quelle Notre-Dame-des-Pins. Aus ihr entspringt ein Wasser, dem Wunderkräfte nachgesagt werden und kleinen Kindern hilft, ihre ersten Schritte zu machen oder hinkende Kinder zu pflegen. Zu diesem Zweck wurden die Beine mit einem mit dem Wasser getränkten Taschentuch eingerieben und anschließend das benutzte Taschentuch dort liegengelassen. Nach und nach besuchten auch die Erwachsenen die Wunderquelle, um Rheuma oder Beinschmerzen zu lindern. Die Quelle besitzt zwei Stellen zur Wasserentnahme. Die eine dient zum Trinken und ist in einem kleinen Häuschen untergebracht, und bei der anderen, die für Waschungen vorgesehen ist, fließt das Wasser in eine Brunnenschale. Jedes Jahr findet am 15. August eine Prozession statt, an der auch zahlreiche Bewohner von Nachbargemeinden teilnehmen. Die Votivgaben neben der Brunnenschale, wie Strümpfe oder Schuhe von Kindern oder Erwachsenen, zeigen, dass die Verehrung der Quelle heute noch lebendig ist.[18]

- Schloss Estignols. Das frühere Gebäude gehörte Patrick de Spens, Nachkomme einer alten schottischen Familie und Offizier der schottischen Garde des französischen Königs Ludwig XI. Er heiratete 1466 in Saint-Sever die Tochter des Grundherrn Estignols und ließ sich in Aurice nieder. Zu Beginn des 17. Jahrhunderts schlug sich die Familie auf die Seite Heinrichs II. de Bourbon, der im Konflikt mit der Monarchin Maria de’ Medici stand. 1616 wurde das Schloss auf Befehl Ludwigs XIII. abgerissen, wenig später aber wieder aufgebaut. Das heutige zweigeschossige Gebäude erhebt sich auf Gewölbekellern. Die Fassade wird durch Ecksteine und Pilaster aus rotem Ziegelstein verschönert, die mit ihrer Farbe die Jochen betonen. Rundbogenarkaden markieren den Eingang und die beiden angrenzenden Fenster. Eine Warte mit einem Genueser Fries, die von drei Okuli ausgeleuchtet wird, ragt aus dem Dach hervor. Ausgedehnte Nebengebäude befinden sich im Nordwesten. Ein Schafstall mit Lehmwänden, ein Geflügelstall mit Taubenschlag, das von einem Dach mit Fischschuppenmuster gedeckt ist, und ein Park mit seltenen Baumarten komplettieren das Anwesen. Das Schloss befindet sich in Privatbesitz und ist der Öffentlichkeit nicht zugänglich. Fassaden und Dächer des Schlosses und der Nebengebäuden sowie die Innentreppe mit Balustern aus Holz sind seit dem 14. Februar 1978 als Monument historique klassifiziert.[19][20]

- Wassermühle von Lagastet. Die im 17. oder 18. Jahrhundert errichtete Mühle ist auch heute noch in Betrieb. Sie ist oberhalb des Wasserlaufs gebaut, der unter der Mühle durch große Bögen fließt. Das Mühlrad, das von der Wasserkraft angetrieben wird, befindet sich unter einer dieser Bögen, die mit Werksteinen versehen sind. Die Mühle zeichnet sich durch die Bewahrung der alten Architektur und der Qualität ihres Mauerwerksverbands aus. Heute wird sie von dem modernen Mühlenbetrieb Castets genutzt.[21]

## Wirtschaft und Infrastruktur

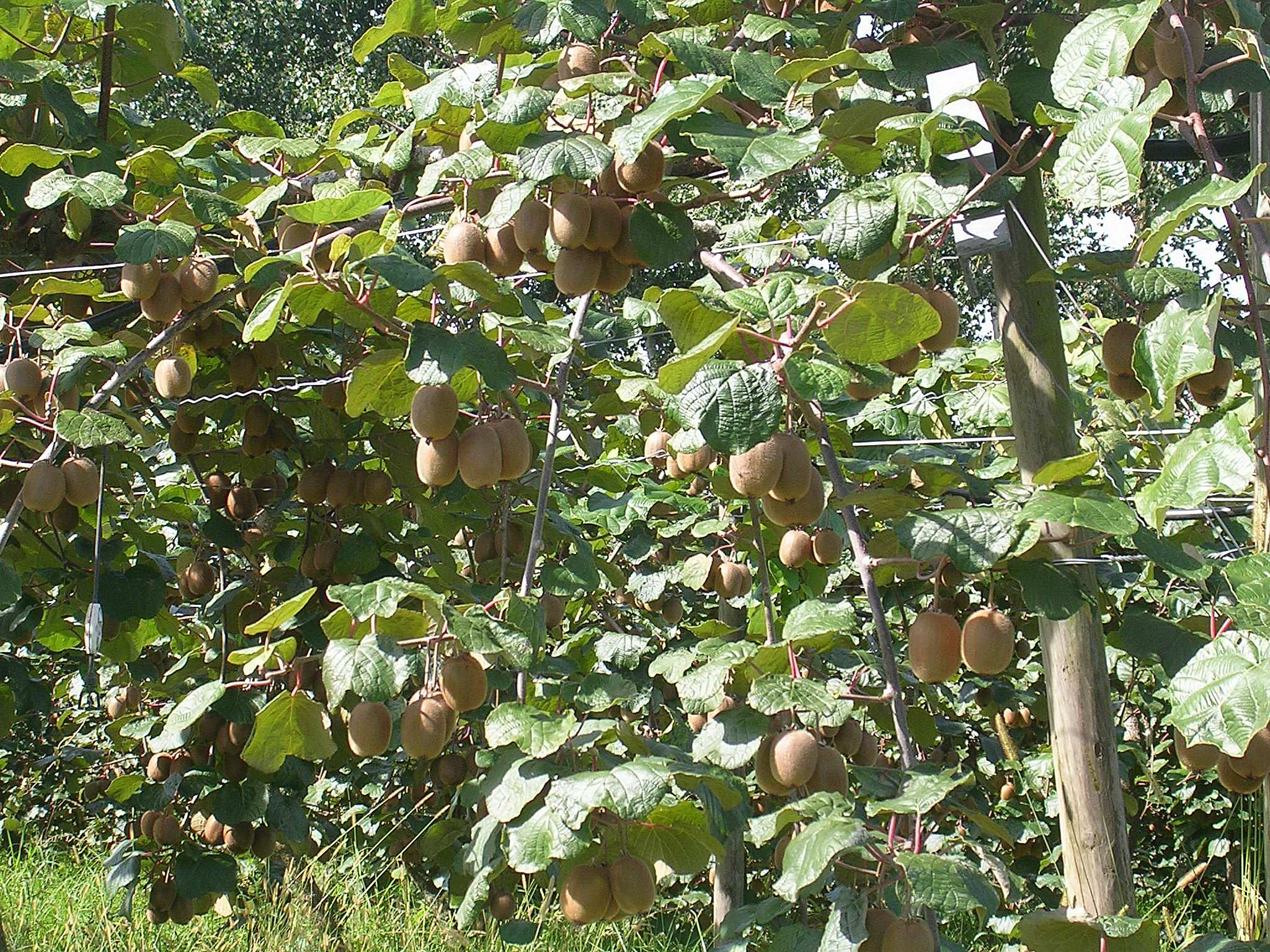
Kiwipflanzen

Handel und Dienstleistungen sind die wichtigsten Wirtschaftsfaktoren der Gemeinde. Landwirte bewirtschaften die Hälfte des Gemeindegebiets mit dem Anbau von Mais. Weizen, Sonnenblumen, grünen Bohnen und Kiwis.

### Bildung
Die Gemeinde verfügt über eine öffentliche Grundschule mit 51 Schülerinnen und Schülern im Schuljahr 2017/2018.

### Verkehr
Aurice ist erreichbar über die Routes départementales 365, 404 und 924, der ehemaligen Route nationale 124.

## Persönlichkeiten
Willy de Spens d’Estignols, geboren am 17. Februar 1911 in Bordeaux, gestorben am 25. März 1989 in Aurice, war ein französischer Literat. Er lebte auf seinem Schloss Estignols in Aurice und ist in der Kapelle Notre-Dame in Lagastet begraben. Willy de Spens war Mitbegründer der literarischen Bewegung „Les Hussards“.